# Stowarzyszenie Tłumaczy Literatury
Stowarzyszenie Tłumaczy Literatury – organizacja zrzeszająca tłumaczy szeroko rozumianej literatury pięknej, zarówno obcej, jak i polskiej, powstała w 2010 roku w Warszawie. Wśród członków założycieli znaleźli się tłumacze przekładający z języka szwedzkiego, norweskiego, angielskiego, francuskiego, niemieckiego oraz ukraińskiego. Pierwszym prezesem Stowarzyszenia został Tomasz Ososiński. W latach 2011–2017 funkcję prezesa STL przez dwie kadencje pełnił Maciej Ganczar. W 2017 prezesem została Justyna Czechowska. Od 2020 funkcję tę sprawuje Rafał Lisowski. Stowarzyszenie jest członkiem Conseil Européen des Associations de Traducteurs Littéraires CEATL oraz Baltic Writers Council.

## Członkowie
Stowarzyszenie zrzesza tłumaczy literatury pięknej, ale także eseistyki, literatury faktu oraz utworów audiowizualnych. Członkami honorowymi są: Piotr Fast, Magdalena Heydel, Jerzy Jarniewicz, Michał Kłobukowski, Sława Lisiecka, Maciej Świerkocki, Ryszard Turczyn, Anna Wasilewska oraz Ryszard Wojnakowski, Piotr Kamiński, Carlos Marrodán.

## Działalność
Do statutowych celów Stowarzyszenia należy aktywizowanie i integrowanie środowiska tłumaczy literackich, ochrona ich interesów i wspomaganie rozwoju, edukacja i poradnictwo, ale również szersze działania na rzecz promocji literatury, czytelnictwa, kultury wydawniczej i dbałości o polszczyznę. Stowarzyszenie gromadzi wiedzę na temat sytuacji tłumaczy literackich w Polsce, działa na rzecz zwiększenia widoczności tłumaczy, rekomenduje zasłużonych tłumaczy do odznaczeń państwowych, patronuje licznym imprezom kulturalnym oraz publikacjom literackim i przekładoznawczym. Jest współorganizatorem konferencji, warsztatów i szkoleń. We współpracy z wieloma instytucjami kultury organizuje dyskusje i spotkania poświęcone sztuce przekładu.

## Projekty
- Współorganizowanie Międzynarodowego Dnia Tłumacza
- Pomoc prawna, interwencje w przypadku naruszenia praw tłumaczy literatury
- Udział w konsultacjach społecznych dotyczących zmian w prawie autorskim i systemie ubezpieczeń twórców
- Piątkowe spotkania na Poddaszu Kultury poświęcone literaturze w przekładzie
- Przygotowanie umowy modelowej dla tłumaczy literatury
- Organizacja lekcji z tłumaczami w szkołach średnich
- Współorganizacja festiwalu „Odnalezione w tłumaczeniu” w Gdańsku
- Opracowywanie ankiet i raportów dotyczących sytuacji finansowej tłumaczy[4][5]
- Organizacja szkoleń z prawa autorskiego oraz negocjacji
- Cykl filmów poświęconych wybitnym tłumaczom literatury „Wytłumaczenia”[6]

## Nagroda Lew Hieronima
Od roku 2016 Stowarzyszenie Tłumaczy Literatury przyznaję corocznie nagrodę Lwa Hieronima dla wydawcy najbardziej przyjaznego tłumaczom literackim. Kapituła przyznała dotąd nagrody wydawnictwom:
- 2016 – Czarne[7]
- 2017 – Książkowe Klimaty[8]
- 2018 – Karakter[9]
- 2019 – Dom Wydawniczy Rebis[10]
- 2020 – Wydawnictwo Dwie Siostry[11]

## Publikacje pod patronatem STL (wybór)
- Fatland Erika: Sowietstany. Podróż po Turkmenistanie, Kazachstanie, Tadżykistanie, Kirgistanie i Uzbekistanie, przekł. Maria Gołębiewska-Bijak, Warszawa: WAB 2016.
- Ganczar Maciej, Wilczek Piotr (red.): Literatura piękna i medycyna, Kraków: Homini 2015.
- Ganczar Maciej, Wilczek Piotr (red.): Rola tłumacza i przekładu w epoce wielokulturowości i globalizacji, Katowice: Wydawnictwo „Śląsk” 2012.
- Ganczar Maciej, Wilczek Piotr (red.): Tłumacz i przekład. Wyzwania współczesności, Katowice: Wydawnictwo „Śląsk” 2013.
- Ganczar Maciej: Historia literatury austriackiej. Warszawa: PWN 2016.
- Genazino Wilhelm: Dobry Boże, spraw, żebym oślepł. Dramaty, wstęp i przekł. Maciej Ganczar, Warszawa: ADiT 2011.
- Hochhuth Rolf: Lekarki, wstęp i przekł. Maciej Ganczar. Warszawa: ADiT 2016.
- Horváth Ödön von: Dramaty zebrane. Tom I i II, red. i wstęp Maciej Ganczar, przekł. Karolina Bikont, Roman Brandstaetter, Jacek St. Buras, Maciej Ganczar, Jacek Kaduczak, Mariusz Lubyk, Monika Mikina, Monika Wąsik, Warszawa: ADiT 2012.
- Levin Hanoch: Królestwo Wszechwanny. Proza, skecze, piosenki, poezja, wybrał i wstępem opatrzył Dani Tracz, przekł. Włodzimierz Leder, Agnieszka Olek, Ela Sidi, Michał Sobelman, Warszawa: ADiT 2009.
- Linde Ida: Poleciały w kosmos, przekł. Justyna Czechowska, Kraków: Lokator Media 2016.
- Nowy dramat ukraiński. W oczekiwaniu na Majdan, wybór, red. i wstęp Anna Korzeniowska-Bihun, Andriej Moskwin, przekł. Jakub Adamowicz, Anna Korzeniowska-Bihun, Robert Sknadaj, Warszawa: Katedra Studiów Interkulturowych Europy Środkowo-Wschodniej, Wydział Lingwistyki Stosowanej UW 2015.
- Schnitzler Arthur: Dramaty wybrane. Tom I i II, red. i wstęp Maciej Ganczar, przekł. Karolina Bikont, Ewa Drozdowska, Maciej Ganczar, Jacek Kaduczak, Małgorzata Leyko, Sława Lisiecka, Raisa Sadowski, Barbara L. Surowska, Warszawa: ADiT 2014.
- Wilde Oscar: Szczęśliwy książę i inne baśnie, przekł. Izabela Rudnicka, Agnieszka Walczak, Kamil Kędzierski, Anna Matłaszewska, Ewelina Nurczyk, Marlena Tępińska, Aleksandra Ożarowska, Aleksandra Wójcik, Małgorzata Zając, Anna Orzechowska, Warszawa: Wehikuł Czasu 2016.
- Zaleska Zofia: Przejęzyczenie. Rozmowy o przekładzie, Warszawa: Czarne 2015.

## Współpraca
Stowarzyszenie współpracuje z następującymi instytucjami:
- European Union National Institutes for Culture EUNIC
- Instytut Książki
- Instytut Kultury Miejskiej w Gdańsku
- Kancelaria Patrimonium
- Kultura Liberalna
- Nagroda im. Ryszarda Kapuścińskiego za reportaż literacki
- Warszawskie Targi Książki

## Prezesi
- Rafał Lisowski (2020– )
- Justyna Czechowska (2017–2020)
- Maciej Ganczar (2011–2017)
- Tomasz Ososiński (2010–2011)